# Simone Cristicchi
Simone Cristicchi, né le 5 février 1977 à Rome en Italie, est un chanteur, du type cantautore (auteur-compositeur-interprète), un acteur de théâtre et un écrivain italien.

## Biographie

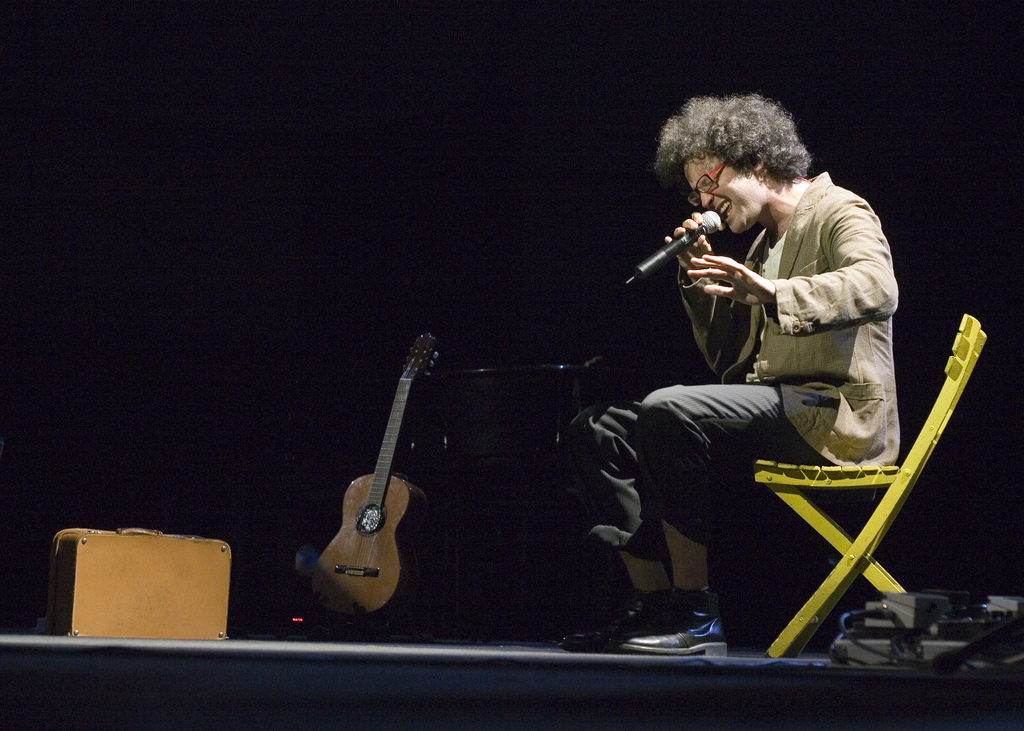
Simone Cristicchi, en concert en 2007.

Simone Cristicci est originaire de Rome où il va au lycée classique Francesco Vivona avant de s'inscrire en histoire de l'art à l'université de Rome III, sans toutefois être diplômé. Par ailleurs, il est, depuis son adolescente, bédéiste – et se forme notamment auprès de Benito Jacovitti – et pratique la musique tout d'abord dans un groupe de rock avant de découvrir la chanson à texte de la scène locale romaine. Il fait alors les premières parties de Max Gazzè et Niccolò Fabi, notamment, puis gagne le prix.de la chanson 1997 de la Société italienne des auteurs et éditeurs (SIAE) avec le titre L'uomo dei bottoni.
Le 4 mars 2007, Simone Cristicchi remporte le 57e Festival de Sanremo, avec une chanson dédiée aux fous, Ti regalerò una rosa (en français « Je t'offrirai une rose »). Il a obtenu également à cette occasion le Prix de la Critique du festival de Sanremo Mia-Martini, intitulé à Mia Martini.
Le 16 février 2010, à nouveau en compétition lors du Festival de Sanremo, il interprète la chanson Meno male, mettant en scène Carla Bruni et Nicolas Sarkozy, ironisant sur la désinformation et la pipolisation des médias italiens en faisant allusion au slogan de campagne de Silvio Berlusconi, Meno male che Silvio c'è!. En raison de cette chanson, Carla Bruni qui devait participer au festival dans un duo avec Gino Paoli décline finalement l'offre sans explication,,,, malgré celles du chanteur et ses tentatives de médiation.
De novembre 2017 à 2020, il a été le directeur du Teatro Stabile d'Abruzzo à L'Aquila.

## Albums
- 2005 : Fabbricante di canzoni
- 2007 : Dall'altra parte del cancello
- 2010 : Grand Hotel Cristicchi
- 2011 : Cose dell'altro mondo (bande-originale du film homonyme)
- 2013 : Album di famiglia
- 2019 : Abbi cura di me (compilation et titres originaux)
- 2024 : Dalle tenebre alla luce

## Publications
- Simone Cristicchi, Centro d'igiene mentale. Un cantastorie tra i matti, éditions Mondadori, 2007 (ISBN 978-8-804-56422-5)
- Simone Cristicchi et Massimo Bocchia, Dialoghi incivili, Elèuthera, 2010 (ISBN 978-8-889-49093-8)
- Simone Cristicchi, Li Romani in Russia. Racconto di una guerra a Millanta mila Miglia, Rizzoli Lizard, 2010 (ISBN 978-8-817-04582-7)
- Simone Cristicchi, Santa Fiora Social Club. Cantare di miniera, amore, vino e anarchia, éditions Rizzoli, 2011 (ISBN 978-8-817-04803-3)
- Simone Cristicchi, Mio nonno è morto in guerra, Mondadori (ISBN 978-8-804-61770-9)
- Simone Cristicchi et Jan Bernas, Magazzino 18. Storie di italiani esuli d'Istria, Fiume e Dalmazia, Mondadori, 2014 (ISBN 978-8-804-63855-1)
- Simone Cristicchi, Il secondo figlio di Dio. Vita, morte e misteri di David Lazzaretti, l'ultimo eretico, Mondadori, 2016 (ISBN 978-8-804-66438-3)